# 希尼安加区
辛揚加區是坦桑尼亞的26行政區之一，位於該國北部，首府辛揚加，北面是姆萬扎區、馬拉區和卡蓋拉區，南臨塔波拉區，西接基戈馬區，東南面是辛吉達區，東面是阿魯沙區和曼亞拉區，2002年人口2,796,630。

## 外部連結
- Shinyanga Region Homepage for the 2002 Tanzania National Census （页面存档备份，存于）
- Tanzanian Government Directory Database （页面存档备份，存于）

1. ↑  . ISO.   [2022-10-09]. （原始内容存档于2016-06-17）.
2. ↑  周定国. . 北京: 中国对外翻译出版公司. 2007. ISBN 978-7-5001-0753-8.
3. ↑  國家教育研究院. . 雙語詞彙、學術名詞暨辭書資訊網.   [2019-09-07]. （原始内容存档于2020-02-04）.